# Brokig hjulspindel
Brokig hjulspindel (Neoscona adianta) är en spindelart som först beskrevs av Charles Athanase Walckenaer 1802.  Brokig hjulspindel ingår i släktet Neoscona och familjen hjulspindlar. Arten är reproducerande i Sverige. Utöver nominatformen finns också underarten N. a. persecta.